# Śledztwo
Śledztwo – podstawowa forma prowadzenia postępowania przygotowawczego, uregulowana przez przepisy kodeksu postępowania karnego.

## Wszczęcie śledztwa
Postanowienie o wszczęciu śledztwa wydaje prokurator, gdy zachodzi uzasadnione podejrzenie popełnienia przestępstwa. Podstawą faktyczną decyzji o wszczęciu śledztwa może być tylko istnienie znanych organowi informacji, które obiektywnie uprawdopodabniają fakt popełnienia przestępstwa, subiektywnie zaś wywołują wysoki stopień podejrzenia co do zaistnienia tego faktu. Śledztwo prowadzi prokurator. Prokurator może powierzyć Policji przeprowadzenie śledztwa w całości lub w określonym zakresie albo dokonanie poszczególnych czynności śledztwa. Uprawnienia Policji przysługują także pozostałym poza prokuraturą i Policją organom ścigania tj. Straży Granicznej, Agencji Bezpieczeństwa Wewnętrznego, Żandarmerii Wojskowej, Służbie Celnej oraz Centralnemu Biuru Antykorupcyjnemu, w zakresie ich właściwości.

## Zakres przedmiotowy
Śledztwo prowadzi się w sprawach: 
- w których rozpoznanie w pierwszej instancji należy do właściwości sądu okręgowego,
- o występki – gdy osobą podejrzaną jest sędzia, prokurator, funkcjonariusz Policji, Agencji Bezpieczeństwa Wewnętrznego, Agencji Wywiadu, Służby Kontrwywiadu Wojskowego, Służby Wywiadu Wojskowego lub Centralnego Biura Antykorupcyjnego,
- o występki – gdy osobą podejrzaną jest funkcjonariusz Straży Granicznej, Żandarmerii Wojskowej, finansowego organu postępowania przygotowawczego lub organu nadrzędnego nad finansowym organem postępowania przygotowawczego, w zakresie spraw należących do właściwości tych organów lub o występki popełnione przez tych funkcjonariuszy w związku z wykonywaniem czynności służbowych,
- o występki, w których nie prowadzi się dochodzenia,
- o występki, w których prowadzi się dochodzenie, jeżeli prokurator tak postanowi ze względu na wagę lub zawiłość sprawy.

## Zakres czasowy
Śledztwo powinno zostać ukończone w terminie 3 miesięcy. W uzasadnionych wypadkach okres śledztwa może być przedłużony na dalszy czas oznaczony przez prokuratora nadzorującego śledztwo lub prokuratora bezpośrednio przełożonego wobec prokuratora, który prowadzi śledztwo, nie dłuższy jednak niż rok. W szczególnie uzasadnionych wypadkach właściwy prokurator bezpośrednio przełożony wobec prokuratora nadzorującego lub prowadzącego śledztwo może przedłużyć jego okres na dalszy czas oznaczony.

## Postanowienie o przedstawieniu zarzutów
Do czasu wydania postanowienia o przedstawieniu zarzutów śledztwo prowadzi się w sprawie (in rem). Wszczęcie postępowania przeciwko osobie (ad personam) o przestępstwo zarzucone jej w postanowieniu o przedstawieniu zarzutów następuje z chwilą sporządzenia tego postanowienia. postanowienie o przedstawieniu zarzutów musi zawierać wskazanie podejrzanego, dokładne określenie zarzucanego mu czynu i jego kwalifikacji prawnej, a zatem wyznacza ono ramy podmiotowe, faktyczne i prawne dalszego postępowania przygotowawczego. Realizacja wymagania dokładnego określenia zarzucanego czynu i jego kwalifikacji prawnej, nakazuje takie jego sformułowanie, aby było ono bardziej precyzyjne niż w postanowieniu o wszczęciu śledztwa i w miarę możliwości takie, jak w akcie oskarżenia

## Zamknięcie śledztwa
Zakończenie śledztwa składa się z następujących czynności:
- powiadomienie podejrzanego i jego obrońcy o terminie końcowego zaznajomienia z materiałami postępowania, z pouczeniem ich o prawie uprzedniego przejrzenia akt w terminie odpowiednim do wagi lub zawiłości sprawy, określonym przez organ procesowy,
- udostępnienie akt sprawy do osobistego przejrzenia, jeżeli tego żąda podejrzany,
- zaznajomienie podejrzanego z materiałami postępowania,
- sporządzenie protokołu zaznajomienia podejrzanego z materiałami postępowania,
- wydanie postanowienia o zamknięciu śledztwa,
- ogłoszenie postanowienia lub zawiadomienia o jego treści podejrzanego oraz jego obrońcy.

Postanowienie o zamknięciu śledztwa wydaje się, gdy po dokonaniu innych czynności związanych z zamknięciem śledztwa lub dochodzenia nie zachodzi potrzeba uzupełnienia postępowania. Jeżeli postępowanie nie dostarczyło podstaw do wniesienia aktu oskarżenia wydaje się postanowienie o umorzeniu bez konieczności uprzedniego zaznajomienia z materiałami postępowania.